# Nerw płciowo-udowy
Nerw płciowo-udowy (łac. nervus genitofemoralis) – w anatomii człowieka nerw (głównie czuciowy) zaopatrujący część uda i narządów płciowych.
Składa się z włókien pochodzących z nerwów rdzeniowych L1, L2, odchodzących od drugiej pętli splotu lędźwiowego. Nerw ten przechodzi przez mięsień lędźwiowy większy i po wyjściu z niego dzieli się na dwie gałęzie: płciową (ramus genitalis) i udową (ramus femoralis, ramus lumboinguinalis). Gałąź płciowa biegnie przyśrodkowo po przedniej powierzchni mięśnia lędźwiowego większego, następnie przechodzi przez kanał pachwinowy. U kobiet kończy się w wargach sromowych większych, u mężczyzn dochodzi do mięśnia dźwigacza jądra i błony kurczliwej moszny. Unerwia także powierzchnię przyśrodkową skóry uda w okolicy narządów płciowych. Gałąź udowa przechodzi przez rozstęp naczyń, kończy się w skórze pokrywającej trójkąt udowy.